# Santa Isabel (Boa Vista)

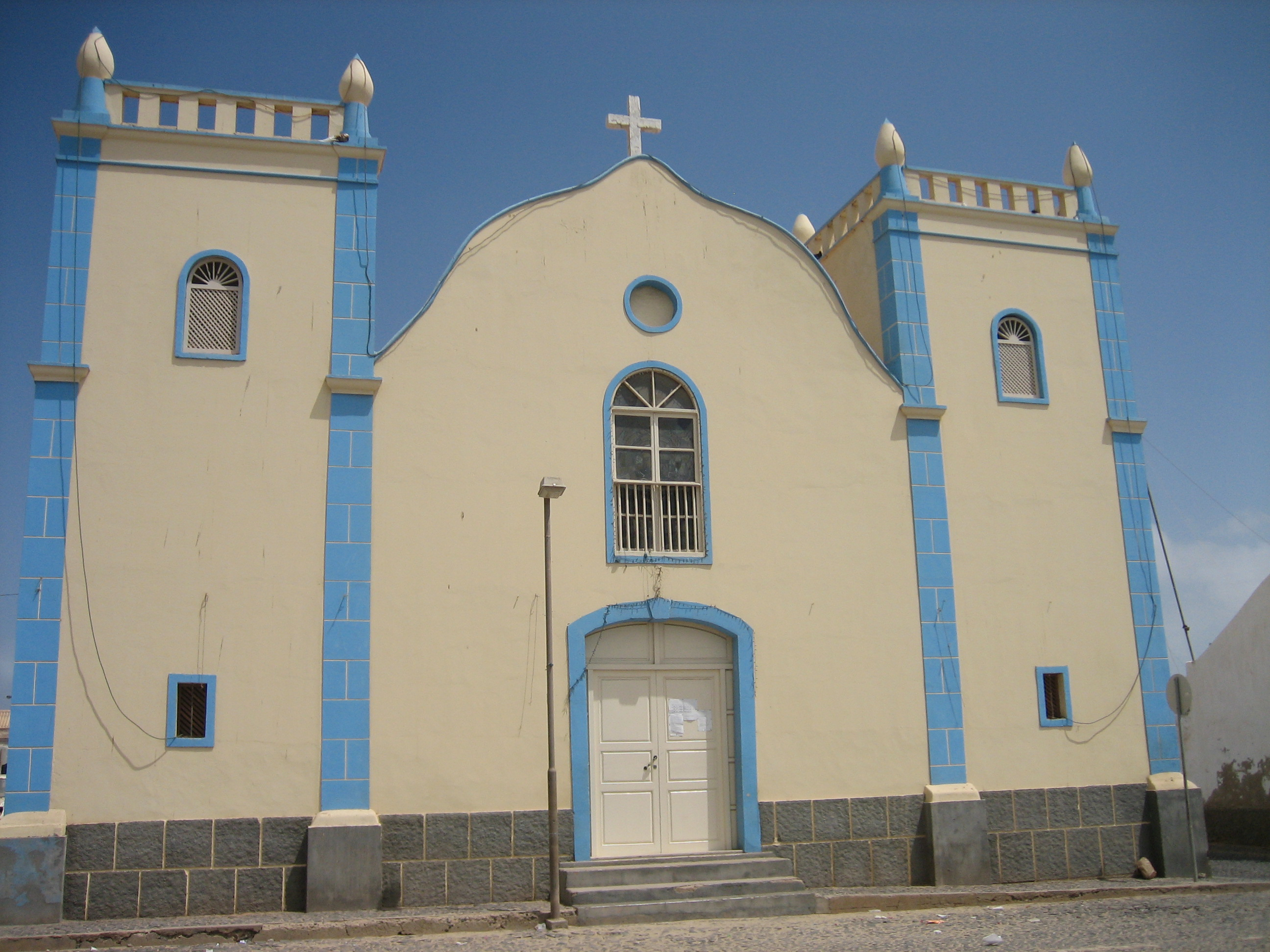
Igreja de Santa Isabel, em Sal Rei.

Santa Isabel é uma freguesia de Cabo Verde. Pertence ao concelho da Boa Vista e à ilha do mesmo nome. A sua área coincide com a Paróquia de Santa Isabel.As actividades em honra a Festa do Município e da sua padroeira, Nha Santa Isabel, tem início no mês de Junho, com a organização de actividades nas áreas Social, Cultural e Desportiva do Concelho e terminam a 04 de Julho com a celebração da tradicional procissão e o almoço popular.